# Juliane Hollender
Juliane Hollender (* 24. Oktober 1964 in Remscheid) ist eine deutsche Umweltchemikerin.

## Leben
Nach ihrer Dissertation an der TU Berlin zum Thema Mikrobieller Abbau von Chlor- und Methylphenolen im Gemisch unter aeroben und denitrifizierenden Bedingungen war sie von 1994 bis 2005 Gruppenleiterin am Institut für Hygiene und Umweltmedizin und Dozentin an der RWTH Aachen. Anschließend war sie bis 2014 dort außerplanmäßige Professorin für Umwelthygiene und Ökologische Chemie. Seit 2005 ist sie Leiterin der Abteilung Umweltchemie der Eawag. Seit 2007 ist sie ferner Dozentin im Departement Umweltsystemwissenschaften der ETH Zürich, seit 2010 zudem auch Titularprofessorin für Umweltchemie.
Hollenders Forschungsschwerpunkte sind das Vorkommen und Verhalten von organischen Schadstoffen in der Umwelt, die organische Spurenanalytik, die Bioakkumulation und Biotransformation sowie die Verknüpfung von Exposition und Effekten von organischen Schadstoffen.
In den Jahren 2019, 2020 und 2021 gehörte Hollender laut Clarivate Analytics zu den Highly Cited Researchers.